# Artsimovich (cràter)
Artsimovich és un petit cràter d'impacte de la Lluna situat a la Mare Imbrium occidental. Aquest és un cràter circular amb una depressió en forma de copa a la superfície de la mar lunar. A l'est es troba el cràter Diophantus i al nord-est es troba Delisle. A menys de 20 km a nord-nord-est hi ha el petit cràter Fedorov.

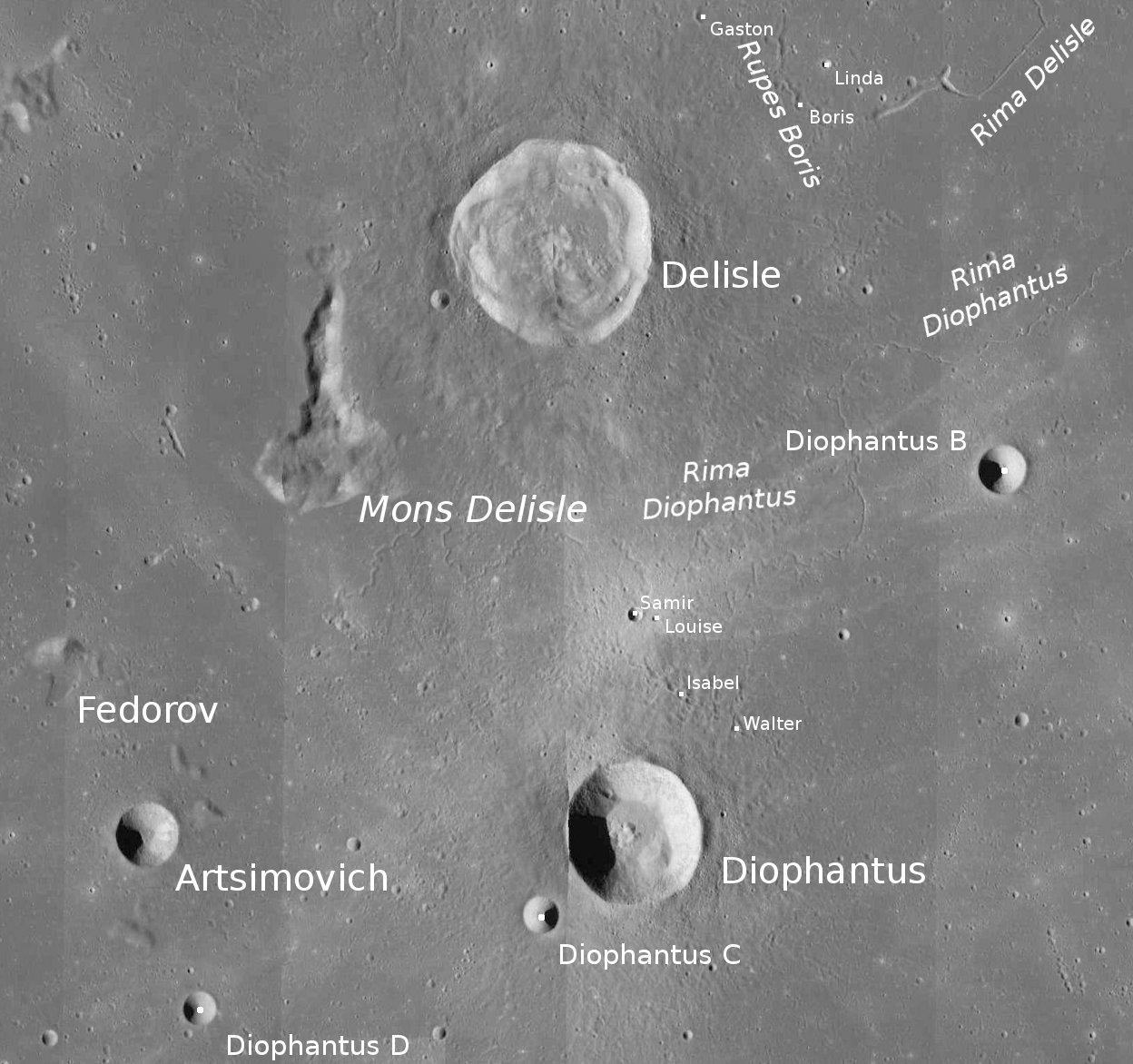
Localització d'Artsimovich
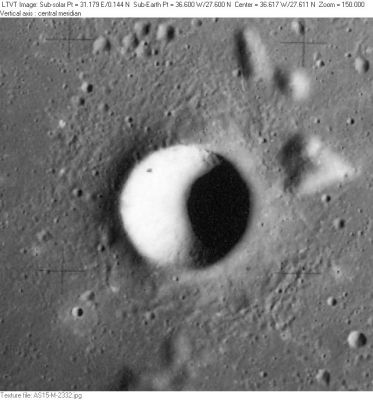
Fotografia de la missió Apollo 15
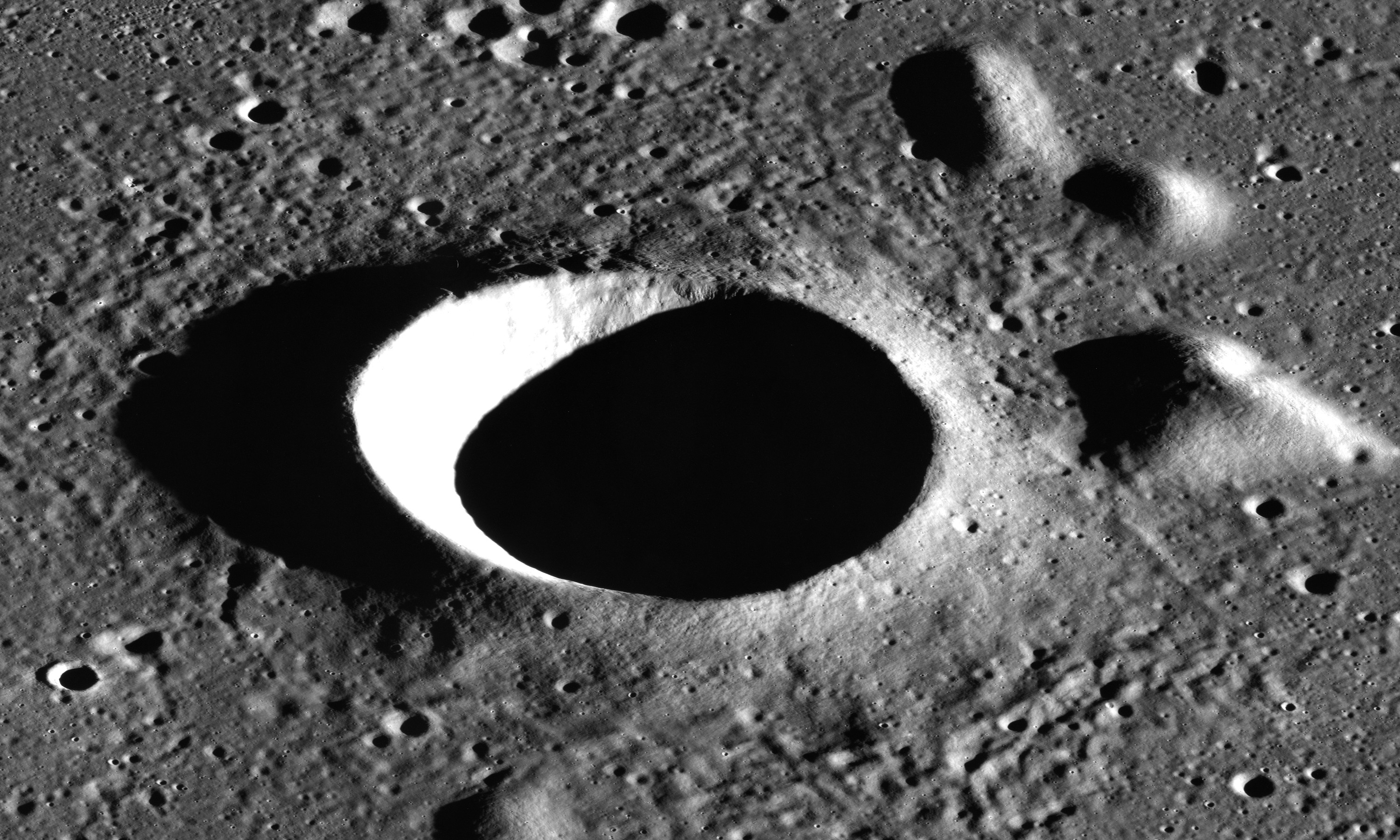
Vista obliqua des de l'Apollo 17

Artsimovich va ser identificat com Diophantus A abans de ser reanomenat per la UAI.